# Пушкін та Україна

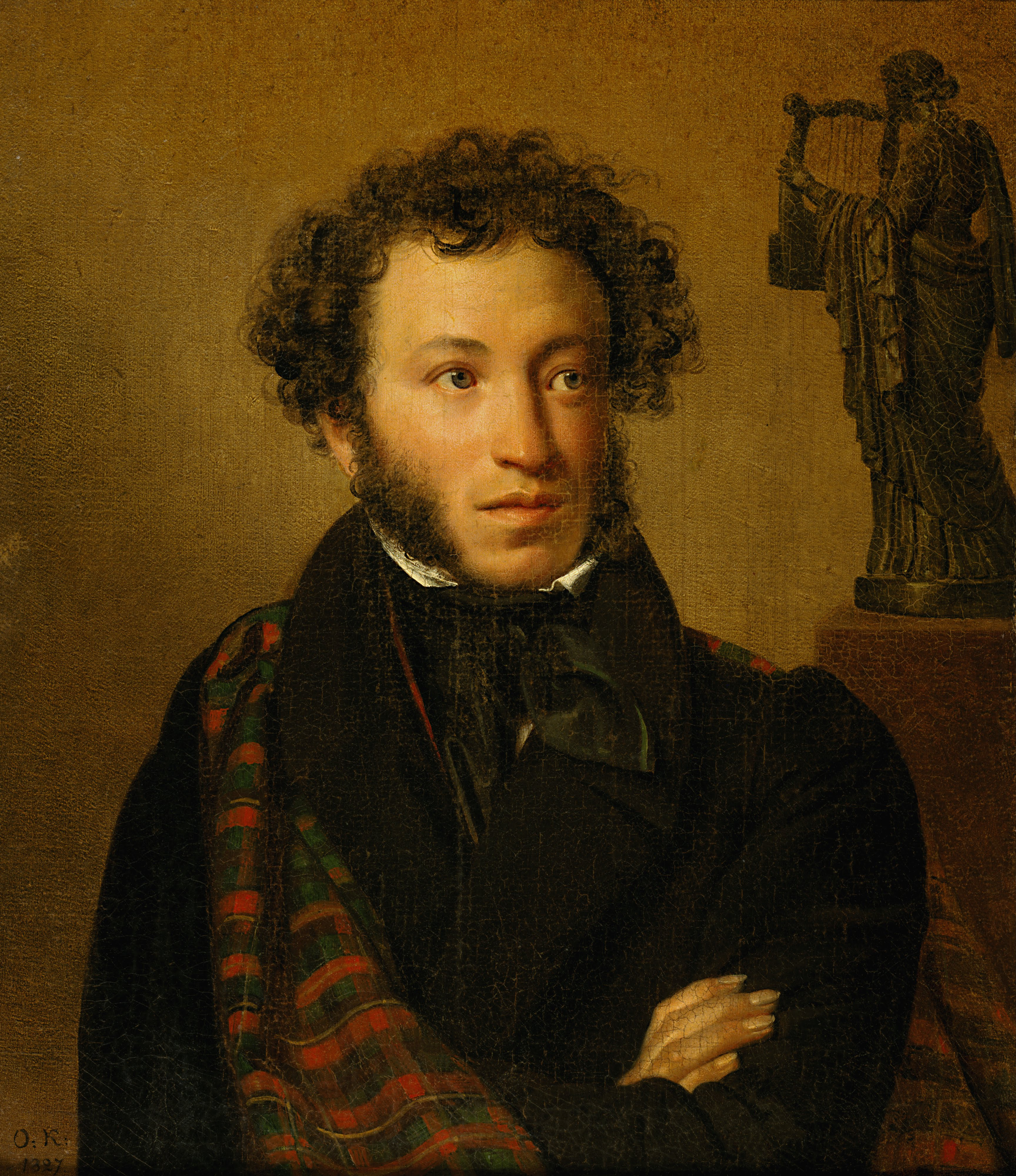
Олександр Пушкін

Російський письменник Олександр Пушкін у 1820-х роках кілька років прожив в Україні, зокрема в Одесі. У статті описується його значення в українській культурі.

## Історія
Панько Куліш підкреслював значення Пушкіна для української літератури. Пушкін впливав на нього як вишуканістю свого поетичного слова, так і великодержавною російською ідеологією. Шевченко своєю поемою «Сон» («У всякого своя доля») пристрасно заперечив пушкінську апотеозу Петербургу в поемі «Мідяний вершник».
Дружина поета, Наталія Гончарова, була правнучкою знаменитого українського гетьмана Петра Дорошенка. Письменник відвідував Ярополець і могилу гетьмана у 1833. Після цього у листі до дружини він писав: «…На ранок у супроводі Сємьона Фьодоровіча ходив на уклін прадіду Дорошенко. Відразу ж зробив догану Івану Ніколаєвічу: „Як не соромно, рідню треба шанувати! Могила не доглянута, треба побудувати капличку…“»
Пушкін був у близьких стосунках із українцями Миколою Маркевичем, Михайлом Максимовичем, Дмитром Бантишем-Каменським, Орестом Сомовим, допомагав Миколі Гоголеві увійти в російську літературу. Він цікавився українським фольклором, мав у себе «Досвід збору давніх малоросійських пісень» (рос. «Опыт собрания древних малороссийских песней») Миколи Цертелева (1819), «Малоросійські пісні» (рос. Малороссийские песни) Михайла Максимовича (1827) та його ж таки «Малоросійські народні пісні» (рос. «Малороссийские народные песни») (1834), «Запорізьку старовину» (рос. «Запорожскую старину») Ізмаїла Срєзнєвського (1833), однак українська народна образність не знайшла майже ніякого відбитку в його творчості.
Уперше Пушкін завітав до Києва 21-річним, 14 травня 1820 року. Він їхав у «південне заслання», куди його вислав імператор Олександр І за крамольні вірші «Самовластительный злодей! Тебя, твой трон я ненавижу…». Тому поет відвідав Київ таємно і провів тут лише півтора дня. Існують свідчення, що Пушкін здавна мріяв побачити наживо «златоверхий град», який він оспівав у першій своїй поемі «Руслан і Людмила». Місто вразило поета — тут іще зберігся і в усьому відчувався незнайомий йому досі дух української гетьманщини та козацької вольниці. Вразила архітектура українського бароко, патріархальні звичаї городян, дивна розкута і водночас домашня атмосфера.
Він зупинився в будинку генерала Миколи Раєвського — з цією родиною Пушкін був знайомий давно, але лише в роки «південного заслання» Раєвські стануть для поета близькими друзями. Саме в київському будинку Раєвських Пушкін завів знайомство з видатними людьми того часу: генералом-декабристом Михайлом Орловим, князями Іпсіланті — грецькими революціонерами і водночас офіцерами російської армії, польським графом-масоном Густавом Олізару, поетесою Анною Турчаніновою, яка була захоплювалася науками і товаришувала з ученими Київської Духовної Академії, дочкою київського предводителя дворян Кароліною Собаньською та її сестрою Евеліною Ганською — майбутньою дружиною Оноре де Бальзака, а також з багатьма декабристами з «Південного товариства».
Перебування під час заслання в 1820—1824 в Катеринославі та Одесі, відвідування Києва, Чернігова, Кам'янки, помістя Родзянків на Полтавщині, Бовтишки на Кіровоградщині познайомило Пушкіна з українським національним життям і природою України.

Пушкін намагався вплинути на К. Рилєєва, щоб останній переробив свою поему «Войнаровський» в російському націоналістичному дусі, в цьому ж напрямку писав Пушкін свої нотатки «Історія Петра», де тенденційно висвітлено шведсько-російсько-українську війну 1708—1709.

Галерея
Пам'ятник Пушкіну біля входу до парку імені Пушкіна у Києві (демонтовано 15 листопада 2023 р.)
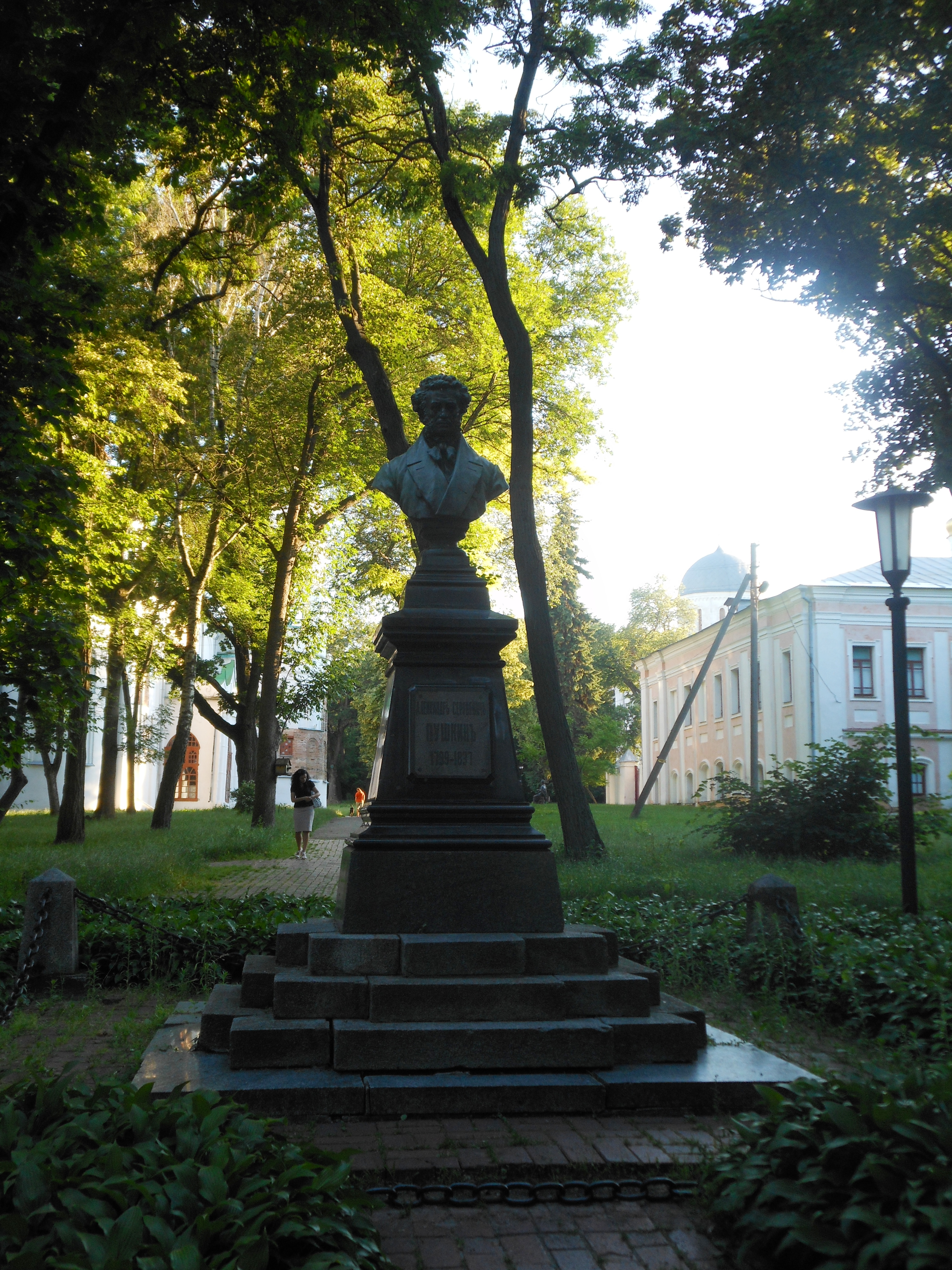
Пам'ятник Пушкіну в Чернігові (демонтовано 30 квітня 2022 р.)
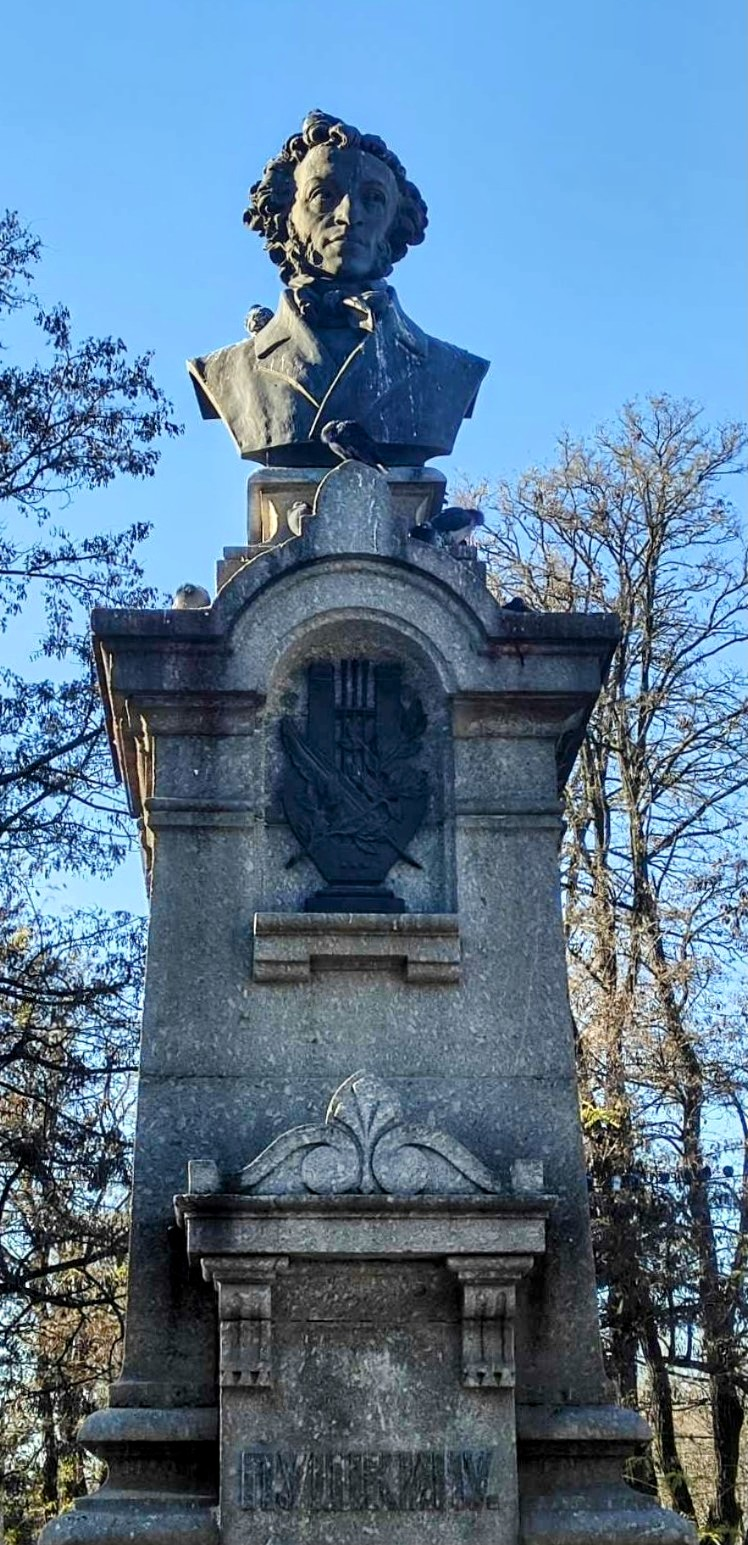
Погруддя Пушкіну в Дніпрі (демонтовано 16 грудня 2022 р.)
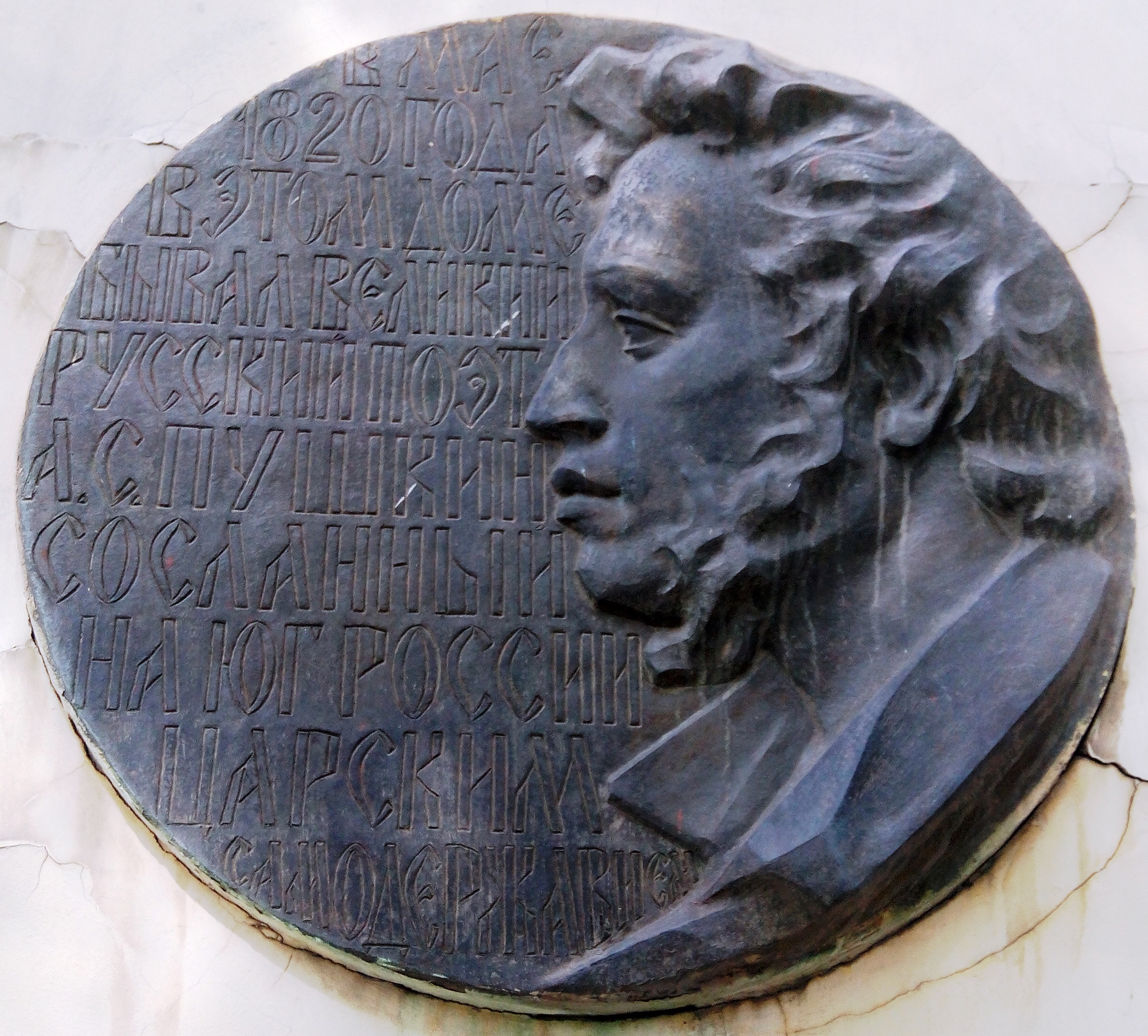
Меморіальна дошка на музеї "Літературне Придніпров'я" по пр. Д. Яворницького, 64 у Дніпрі
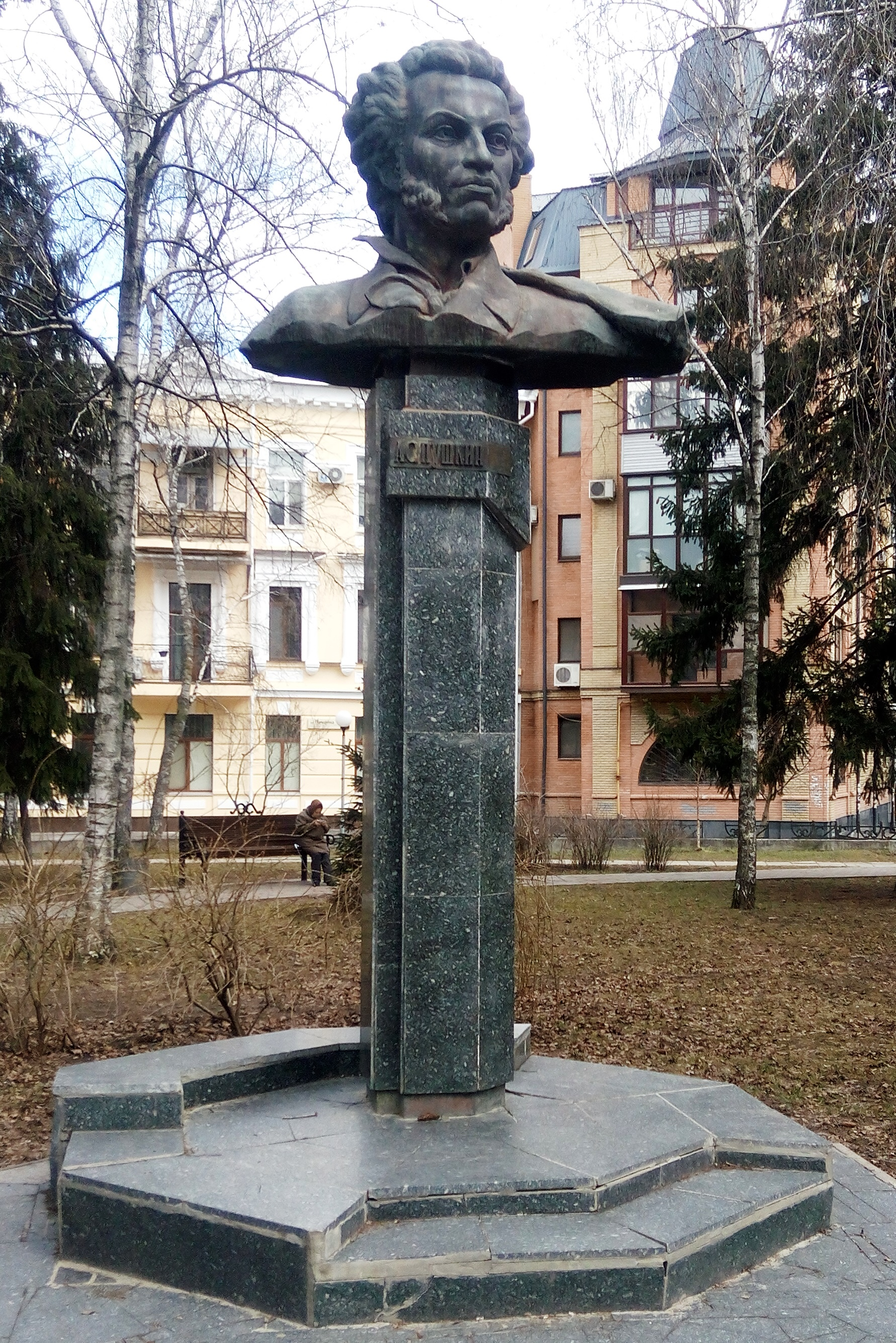
Погруддя Пушкіну у "Березовому гаю" в Полтаві (демонтовано 27 липня 2023 р.)
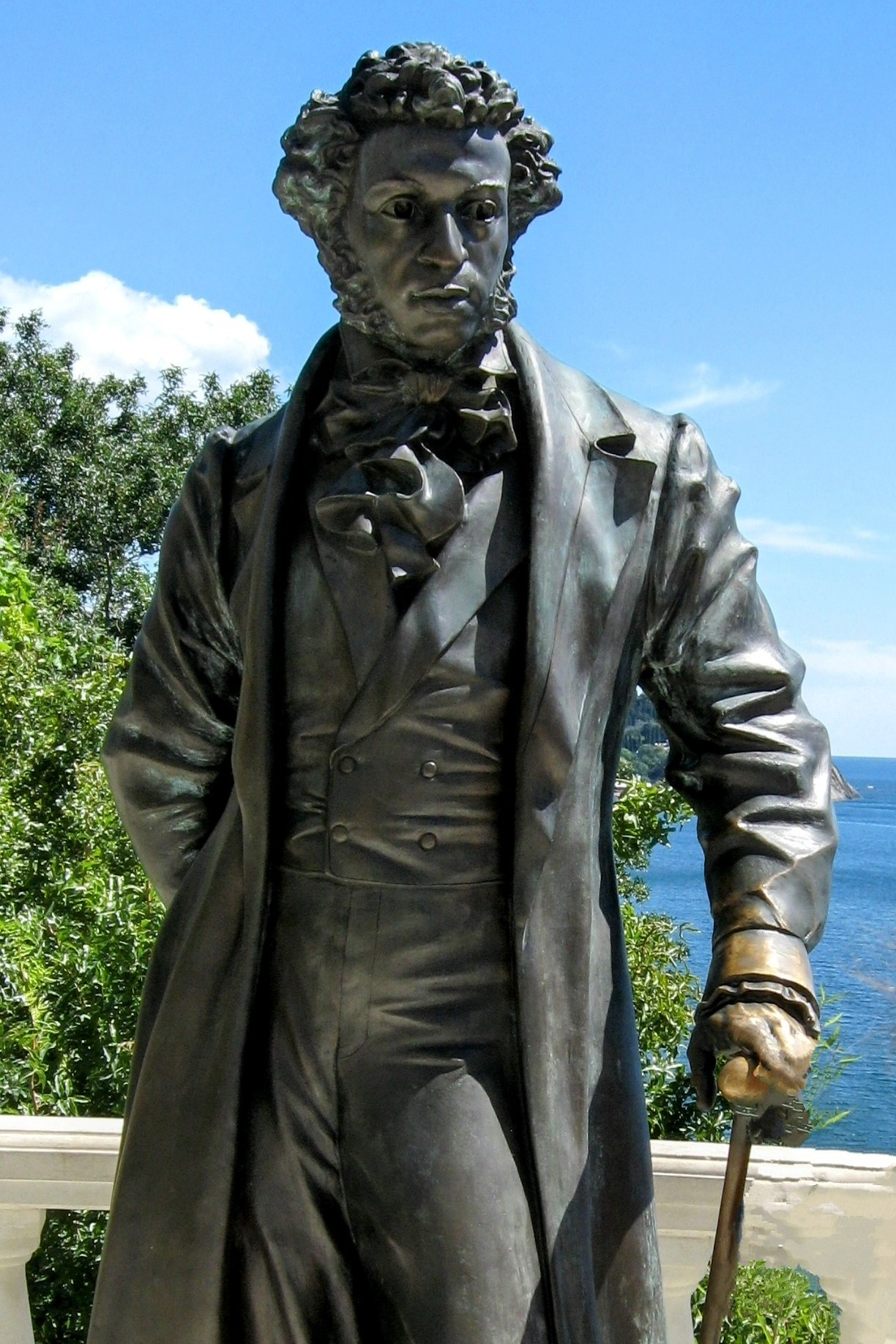
Статуя Пушкіну в парку будинку відпочинку «Айвазовське» в Партеніті

### Поема «Полтава»
Давно ми заварили діло,

Тепер воно кипить у нас;

Година гарная наспіла,

Прокалатає швидко час.

Давно без батьківської слави

Ми, як воли, в ярмі жили,

У подданстві або Варшави,

Або великої Москви.

Возиться годі з москалями,

Украйні царством буть пора:

І я моїми козаками

Шпурну на моцного Петра!
[
Александр Пушкин 
Полтава
Давно замыслили мы дело
Теперь оно кипит у нас.
Благое время нам приспело;
Борьбы великой близок час.
Без милой вольности и славы
Склоняли долго мы главы
Под покровительством Варшавы,
Под самовластием Москвы.
Но независимой державой
Украйне быть уже пора:
И знамя вольности кровавой
Я подымаю на Петра] Помилка: [undefined] Помилка: {{Lang}}: немає тексту (допомога): текст вже має курсивний шрифт (допомога)
Переклад Євгена Гребінки
Для своєї поеми, Пушкін використав слова з поеми Байрона як епіграф. Це не випадково, адже поштовхом до написання поеми «Полтава» стало невдоволення Пушкіна тим, що Джордж Байрон у своїй поемі «Мазепа» (1819) зобразив українського гетьмана як відважного та шляхетного героя, а не як лиходія та пройдисвіта як того бажав Пушкін. Загалом, Пушкін відгукнувся критично на байронівського «Мазепу»:

Байрон знав Мазепу тільки за Вольтеровою «Історією Карла XII». Він вражений був тільки картиною людини, прив'язаної до дикого коня, що мчить степами. Картина, звичайно, поетична, зате подивіться, що він з неї зробив. Але не шукайте тут ні Мазепи, ні Карла, ні цієї похмурої, ненависної, болісної особи, яка проявляється у всіх майже творах Байрона, але яку (на біду одному з моїх критиків) як навмисне в «Мазепі» саме і немає. Байрон і не думав про нього: він виставив ряд картин одна однієї разючіша;— от і все: але яке полум'яне створіння! яка широка, швидка кисть! Якщо ж би йому під перо попалася історія спокуси дочки і страченого батька, то, ймовірно, ніхто б не наважився після нього торкнутися цього жахливого предмета.

Як відповідь байронівській поемі, Пушкін вирішив написав власну поему «Полтава», де образ Мазепи зображується неприховано негативно, й гетьман постає таким собі романтичним «лиходієм». Відомо, що на відміну від Байрона, який як історичне першоджерело використовував «Історією Карла XII», при написанні «Полтави» Пушкін використовував книгу «Історія Русів» й згодом присвятив її вірогідному автору статтю в своєму журналі «Сучасник» (рос. «Современник»). Не зважаючи на намагання Пушкіна триматися історичної достовірності, в кінцевому результаті події пов'язані з українською історією були описані ним викривлено, а його опис Мазепи мав шовіністичне забарвлення. Загалом, поемою «Полтава», яку високо оцінив російський імператор Микола І, Пушкін продемонстрував свою абсолютну відданість офіційній російській імперській ідеології, яка заперечувала право окремих поневолених народів (зокрема українців) на власну державу.
Аналізуючи твір Пушкіна, видається що основним завданням поеми «Полтави» було довести «історичну закономірність» знищення української державності та «історичну неминучість» поглинання України Росією. Однобоко оспівано велич Петра І, а постать українського гетьмана Івана Мазепи заплямовано: Мазепа у Пушкіна «підступний», «лютий», «хитрий», «холодний», «згубник», «лукавий», «змій», у нього «чорні помисли», він носить у грудях «кипучу отруту».

## Переклади українською
Пушкін перекладався українською, починаючи з 1829 року (Левко Боровиковський, Грицько Кохнівченко). Найкращі переклади українською 19 початку 20 століття належать Євгену Гребінці, Левку Боровиковському, Михайлу Старицькому, Івану Франкові, Миколі Вороному. Серед найкращих найвизначніших українських перекладачів 20-го століття Павло Филипович, Микола Зеров, Максим Рильський, Микола Бажан, Микола Терещенко, Наталя Забіла, Володимир Свідзінський.
- Олександр Пушкін. Полтава. Вольний пєрєвод на малоросійський язик: Євген Гребінка. СПб: В тіпографії І. Вороб'йова. 1836. 74 стор.
- Евген Онегін: ліричні сцени в 3 діях та 7 картинах / Олександр Сергійович Пушкін ; Музика Петро Ілліч Чайковський ; Пер. Франц Коковський ; Накладом Йосиф Стадник. — Чернівці: Друкарня товариства «Руська Рада», 1910. — 57 с.
- Олександр Пушкін. Драматичні твори [Архівовано 28 лютого 2018 у Wayback Machine.] / В перекладі, з передмовою та поясненнями Івана Франка. — Львів: Накладом «Всесвітньої бібліотеки», 1914. — 250 с.
- Олександр Пушкін. Вибрані твори. Переклад з російської: М. Вороний, П. Филипович, М. Рильський, М. Драй-Хмара; редагування та вступна стаття: П. Филипович. Київ: Книгоспілка, 1927. 204 стор. 
  - (друге доповнене видання) Олександр Пушкін. Вибрані твори. Переклад з російської: М. Вороний, П. Филипович, М. Рильський, М. Драй-Хмара, В. Мисник, М. Зеров; редагування та вступна стаття: П. Филипович. Київ: Книгоспілка, 1930. ? стор.
- Олександр Пушкін. Мідний вершник (Петербурзька повість). Переклад з російської: Максим Рильський. Харків-Київ: Книгоспілка. 1930. ? стор. (перевидання 1936)
- Олександр Пушкін. Вибрані твори в двох томах, переклади за редакцією М. Рильского, М. Терещенка і П. Тичини, М. Зерова (під прізвищем Б. Петрушевський). Вступна стаття М. Горького. Державне літературне видавництво, 1937 р. 413, 679 стор.
  - Т.1: Вірші. Казки. Поеми
  - Т.2: Драми. Євгеній Онєгін. Проза
- Олександр Пушкін. Вибрана Проза. Переклад з російської: Борис Ткаченко. київ-Херсон: Молодий Більшовик. 1937. ? стор.
- Олександр Пушкін. Полтава. Переклад з російської: Сава Голованівський. Харків: Дерджлітвидав УРСР. 1937. 72 стор.
  - (перевидання) Олександр Пушкін. Полтава. Переклад з російської: Сава Голованівський. Харків: Держвидав України, 1946. 58 с.
- Олександр Пушкін. Євгеній Онєгін: роман у віршах [Архівовано 28 лютого 2018 у Wayback Machine.]. Переклад з російської: Максим Рильський. Київ: Дерджлітвидав УРСР, 1937. 263 стор.
  - (перевидання) Олександр Пушкін. Євгеній Онєгін: роман у віршах. Переклад з російської: Максим Рильський. Київ: Дерджлітвидав УРСР, 1949. 230 стор.
  - (перевидання) Олександр Пушкін. Євгеній Онєгін: роман у віршах. Переклад з російської: Максим Рильський. Київ: Дерджлітвидав УРСР, 1956. 247 стор.
- Олександр Пушкін. Твори.[12] Вступна стаття М. К. Гудзія. — К.: Державне видавництво художньої літератури, 1949. — 852 с.
- Олександр Пушкін. Зібрання творів в чотирьох томах. Переклад з російської: Микола Рильський та Л. Д. Дмитренко. Київ: Державне видавництво художньої літератури. 1952—1954. 624, 412, 452, та 576 стор.
- Олександр Пушкін. Лірика [Архівовано 28 лютого 2018 у Wayback Machine.] / Переклад з російської; Передмова Максима Рильського. — Київ: Дніпро, 1969. — 216 с. — (Перлини світової лірики).
- Олександр Пушкін. Дубровський. Капітанська дочка: Романи / Післямова О. Федосенка. — К.: Молодь, 1981. — 192 с. — (Серія «Джерело»).
- Олександр Пушкін. Вибране. — Київ: Школа, 2009. — 336 с. — (Бібліотека шкільної класики).
- Олександр Пушкін. Євгеній Онєгін: Поетичні твори / Роман-газета (збірка). Переклад з російської: Максим Рильський та інші. Тернопіль: НК-Богдан. 2004. 96 стор. ISBN 966-692-287-8
- Олександр Пушкін. Євгеній Онєгін; Мідний вершник; Казка про золотого півника. Переклад з російської: Максим Рильський; малюнки: О. С. Пушкін, Н. М. Рушева; упорядник: Максим Рильський (онук). Київ: Успіх і кар'єра, 2008. 310 стор. іл. ISBN 988-966-2082-08-01 (примітка: текст паралельно російською та українською)